# Iranischer Rial

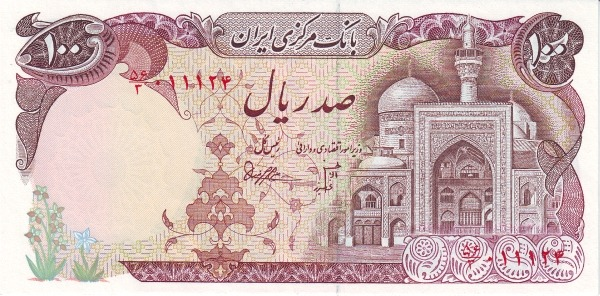
100-Rial-Banknote (1981)

Der iranische Rial, persisch ریال, DMG riyāl, löste 1925 den Toman als Währung Irans ab. Der ISO-Code ist IRR, als ortsübliche Abkürzung wird auch Rl. verwendet.
Der Name Rial (Riyāl; veraltet auch mit Gherān bezeichnet) leitet sich vom spanischen Real ab, der mehrere Jahrhunderte die Währung in Spanien war (spanisch real bedeutet „königlich“).
10 Rial werden (teilweise auch offiziell) als (ein) Toman, der Name der alten persischen Währung, bezeichnet. 100 Dinar ergaben früher einen Rial.
Im Dezember 2016 beschloss die Regierung, den Rial durch den Toman zu ersetzen, der bis 1925 die Landeswährung war. Da einem Toman zehn Rial entsprechen, wird mit der Umstellung bei Preisangaben eine Null gestrichen.
Für den Rial gibt es derzeit drei parallele Wechselkurse.
- Der erste ist der Reference-Kurs, mit dem sich früher Firmen und Fluggesellschaften mit preiswerten US-Dollar für Auslandsgeschäfte versorgen konnten. Nach der Reform im Herbst 2012 verlor dieser Kurs an Bedeutung. Im Jahr 2016 war ein Euro 3.447 Toman und ein US-Dollar 3.215 Toman wert.
- Der zweite Kurs ist der Non-reference-Kurs als offizieller Devisenwechselkurs. Er ist etwa doppelt so hoch wie der reference rate, d. h., es müssen doppelt so viele Rial für einen US-Dollar bezahlt werden.
- Der dritte Kurs ist der Schwarz- bzw. Graumarktkurs für Bargeld auf Märkten. Vor dem Herbst 2012 bestimmten Durchschnittspreise des Teheraner Marktes diesen Kurs halboffiziell. Heute schränkt die Regierung den Gebrauch dieses Kurses ein, dennoch tauscht man die Landeswährung weiter auf dem Markt.

Im Januar 2013 war z. B. der Kurs des Rial 42.900 / €, während der Non-reference-Kurs bei ca. 33.000 / € lag. Am 1. Mai 2019 lag der Graumarktkurs bei 162.600 Rial für einen Euro.
Früher waren Münzen zu 50, 100, 250 und 500 Rial geprägt und genutzt, wobei die 500-Rial-Münze eine Bimetallmünze ist.
Heute (Stand Januar 2020) sind Münzen zu 1000, 2000 und 5000 Rial im Umlauf. Der Gebrauch der Münzen ist im touristischen Bereich eher unbedeutend, da alle größeren Beträge, wie beispielsweise Einkäufe auf dem Bazar oder auch Taxifahrten so kalkuliert werden, dass sie mit den gängigen Scheinen gezahlt werden können. Im Supermarkt oder Gemüsehandel, wo nach Gewicht der Preis bestimmt wird, sind Münzen zusätzlich zu den Banknoten gängiges Zahlungsmittel.

## Banknoten
Im Umlauf sind Banknoten zu 1000, 2000, 5000, 10.000, 20.000, 50.000 und 100.000 Rial, wobei die Scheine ab 10.000 Rial gängig sind, die kleineren bekommt man selten, auch wegen des geringen Werts (Januar 2020: 10.000 Rial entsprechen rund 0,07 €). Der 50.000-Rial-Schein mit dem Atomsymbol auf der Rückseite wurde am 3. März 2007 vorgestellt. Am 22. Juni 2010 erschien der 100.000-Rial-Schein, um den Scheckverkehr einzudämmen. Da der 100.000-Rial-Schein trotzdem von eher geringem Wert ist (Januar 2020 ca. 0,70 €) und bei üblichem Gebrauch viele Scheine benötigt werden, gibt die Zentralbank auch „Iran Cheques“ aus, die im täglichen Gebrauch wie Bargeld benutzt werden, auch sehen sie entsprechend aus wie reguläre Bargeldscheine. Man findet bei diesen nur den zusätzlichen Schriftzug „Iran Cheque“. Früher wurden solche Schecks auch von anderen Banken ausgegeben, seit 2008 darf dies nur die Iranische Zentralbank. Derzeit gibt es drei Wertstufen zu 500.000, 1.000.000 und 2.000.000 Rial, diese werden regelmäßig im Zahlungsverkehr genutzt.

## Kursentwicklung
| Kurs für einen Euro in Rial | 31.12.2012 | 31.12.2013 | 31.12.2014 | 31.12.2015 | 31.12.2016 | 31.12.2017 | 31.12.2018 | 31.12.2019 | 31.12.2020 | 31.12.2021 | 31.12.2022 | 31.12.2023 |
| --------------------------- | ---------- | ---------- | ---------- | ---------- | ---------- | ---------- | ---------- | ---------- | ---------- | ---------- | ---------- | ---------- |
| Offizieller Wechselkurs     | 16.175     | 15.493     | 32.831     | 32.604     | 31.643     | 42.770     | 48.384     | 47.262     | 51.435     | 48.071     | 44.889     | 46.475     |
| Graumarktkurs (geschätzt)   | 42.600     | 41.000     | 42.000     | 40.100     | 41.700     | 52.500     | 129.000    | 148.500    | 314.900    | 339.100    | 425.000    | 558.000    |

Der Kurs des Rial fiel, nachdem Israel am 13. Juni 2025 Luftangriffe auf Ziele in der Islamischen Republik Iran begann.